# Parovel
Parovel je priimek v Sloveniji in tujini. Po podatkih Statističnega urada Republike Slovenije je na dan 1. januarja 2010 v Slovenjiji uporabljalo ta priimek 59 oseb.  

## Znani slovenski nosilci priimka
- Petra Parovel
- Primož Parovel (*1975), harmonikar

## Znani tuji nosilci peiimka
- Bruno Parovel (1913-1994), italijanski veslač
- Paolo Parovel (*1944), tržaški politik in publicist
- Pietro Parovel,